# 石青陽
石青陽（1879年—1935年3月25日），名蘊光，字青陽，以字行，四川省巴縣南里彭家鄉人，曾任蒙藏委員會委員長。

## 生平
晚清秀才。早年入重慶府中學堂，後赴日本入大野縣長町蠶桑學校學習蠶業。1906年在東京加入中國同盟會。1907年歸國後任中國同盟會重慶支部理事。後建蜀眉絲廠，設蠶桑傳習所。1911年在四川組織敢死隊。大漢四川軍政府成立後，改敢死隊為義勇軍，自任標統。重慶組建國民黨時，被推為交通部長。
1913年二次革命時，任川東北遊擊軍司令，失敗後，去日本。1914年在東京加入中華革命黨。1915年10月受孫中山之命去四川運動起兵討袁。1916年4月10日任中華革命軍四川司令部司令。1917年參加護法戰爭，11月6日任川東招討使，12月12日任川北招討使。1918年1月9日兼任嘉陵道道尹，3月12日任護法軍政府川北鎮守使。3月15日被唐繼堯任命為川滇黔靖國聯軍援陝第一路軍總司令兼川軍第二師師長。同年被廣州護法軍政府授以陸軍中將銜。 1920年任駐川第六師師長。1921年12月23日被孫中山特任為北伐大本營參議。1922年初任四川討賊軍第一路總司令，7月任四川南路司令兼川東邊防軍司令。1923年7月5日任中國國民黨四川總支部長。11月25日任四川討賊(曹錕)軍第三軍軍長。1924年討賊軍戰鬥失利後去廣東。
1924年1月30日當選中國國民黨第一屆中央執行委員。2月派為中央黨部四川支部執行委員。1925年11月在北京出席西山會議。1927年10月19日特任南京國民政府軍事委員會委員。1929年任滇康墾殖特派員。1931年12月30日任蒙藏委員會委員長。同月選任中國國民黨第四屆中央執行委員。同時任中央黨部中央組織委員會委員。1932年6月13日任西京籌備委員會委員。1935年3月25日病逝，葬于南京紫金山。同年4月6日追贈為上將。